# Cornelis Gerritsz. Decker

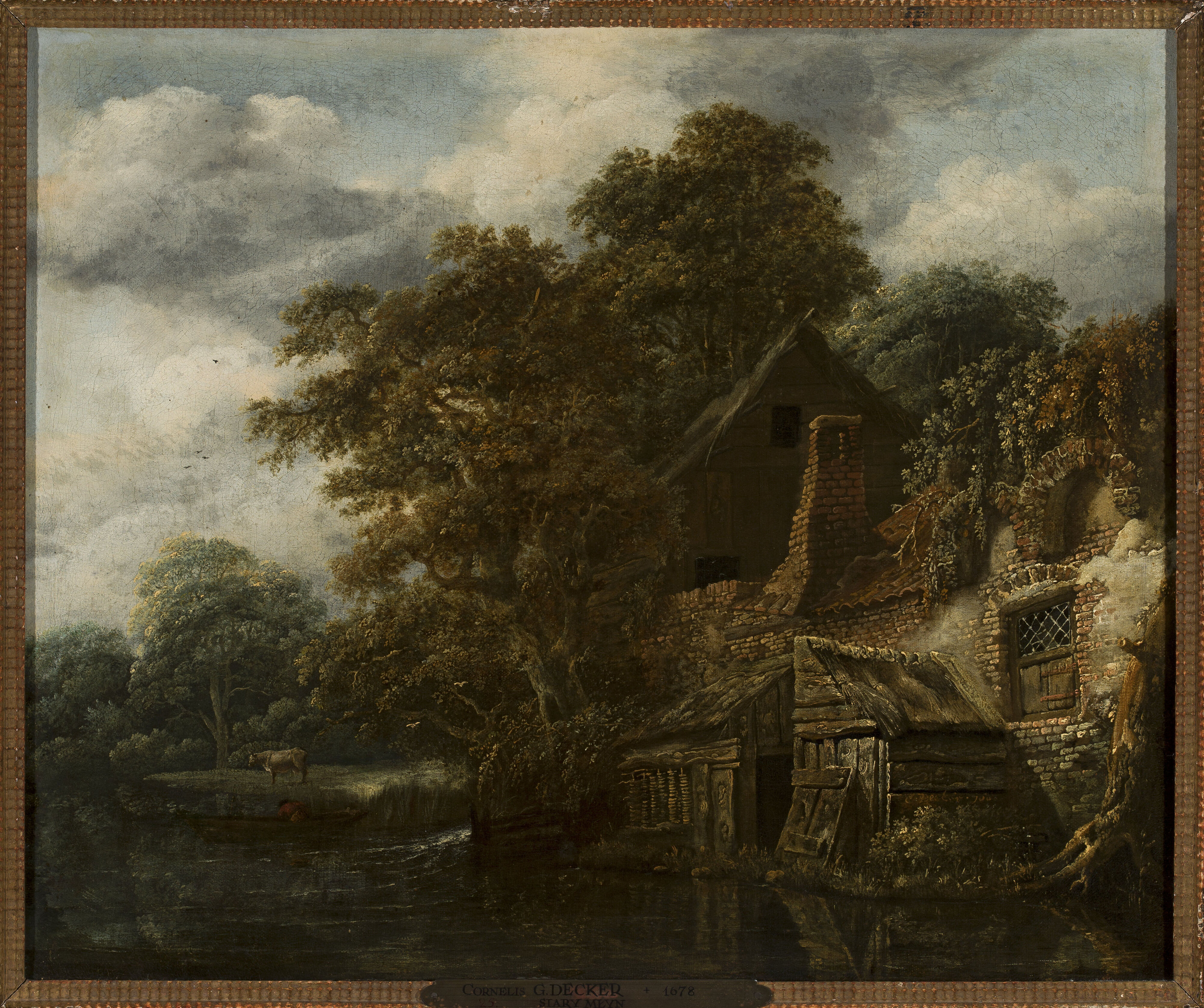
Cornelis Gerritsz. Decker: Pejzaż z młynem (1667), Muzeum Narodowe w Warszawie

Cornelis Gerritsz. Decker (ur. ok. 1615 w Haarlemie, zm. 23 marca 1678 tamże) – holenderski malarz pejzażysta.

## Życiorys
Był uczniem Salomona van Ruysdaela. W roku 1643 został członkiem gildii św. Łukasza w Haarlemie. 
Malował krajobrazy leśne, do których Adriaen van Ostade i van der Velde domalowywali postacie ludzi. 
W zbiorach Muzeum Narodowego w Warszawie znajduje się jego obraz Pejzaż z młynem (1667).